# 中国人民解放军空军工程大学航空机务士官学校
中国人民解放军空军工程大学航空机务士官学校，位于河南省信阳市，隶属中国人民解放军空军工程大学，是培养空军航空机务士官的学校。

## 沿革
- 1951年3月13日，中央军委决定，中国人民解放军第四航空学校的空地分训，空勤部分迁太原，留驻沈阳的地勤营、部分机关人员为基础，组建中国人民解放军第八航空学校，执行师级权限[2][3]。1951年5月1日，中国人民解放军第八航空学校在辽宁省沈阳市正式成立。首任校长李发应，政委李庆柳，参谋长齐，政治部副主任周德润。设司令部、政治部、干部管理处、供应处、卫生处、学员大队，教员89人，设机械、仪表、无线电3个专业，学员1093人。学校直属空军领导，是中国人民解放军第一所航空工程技术学校[4]。1953年8月抗美援朝战争结束后，不再承担地勤初级人员，以培训地勤技术干部为主的中专班，以及勤务主任班和师资班为大专层次。开设机械、仪表、电气、发动机、无线电、雷达、军械、修理等8个专业。
- 1958年，驻沈阳小河沿的中国人民解放军空军机务学校并入中国人民解放军第八航空学校为技工训练大队。
  - 中国人民解放军空军机务学校：1950年6月24日，成立中国人民解放军空军工程部技工训练大队，驻沈阳市小河沿。1951年2月18日，授名中国人民解放军空军机务学校。校长李盛才，政委白化民。1958年并入空军第八航空学校[3]。三年困难时期，开设于洪农场、嫩江农场，耕地2746亩，年产粮食80万斤。
- 1967年4月18日，中国人民解放军总参谋部决定，将第八航空学校更名中国人民解放军空军第一航空机务学校[3]。1967年5月，根据空军司令部通知，学校正式更名[4]。1968年8月两派群众组织实现大联合，1968年10月成立校革命委员会。工宣队进驻学校。
- 1969年12月奉命由辽宁省沈阳市迁址河南省信阳市恢复训练，毗邻南湾湖和鸡公山，隶属空军和武汉军区双重领导[2][1][4]。1970年1月装载近7列火车完成迁校。1970年3月6日迁校后第一批学员开学。
- 1976年，根据空军司令部指示，学校隶属武汉军区空军领导[4]。
- 1986年6月，更名中国人民解放军空军第一航空技术专科学校[4]。由中专升为大专。
- 1992年8月，升格中国人民解放军空军第一航空学院[5]。是培训航空工程技术人才的高等军事院校，主要担负空军航空兵部队地勤各类技术军官和外军留学生的培训任务[2]。
- 2004年，空军第一航空学院所属随州士官大队分出，并入中国人民解放军空军雷达学院。
- 2017年，在深化国防和军队改革中，空军第一航空学院改建为中国人民解放军空军工程大学航空机务士官学校[2]。

## 历任领导

### 中国人民解放军空军第一航空学院
| 院长 - 李发应（1951年4月—1958年8月，第八航空学校校长） - ？（1958年—1961年） - 齐焜（1961年—？，第八航空学校、空军第一航空机务学校校长） …… - 王登桂（？—？，空军第一航空机务学校校长） - 杨思本（？—？，空军第一航空机务学校校长） …… - 吴锦源 空军少将（1990年6月—？，空军第一航空学院院长） - 马中兴 空军大校（1999年7月—2005年，空军第一航空学院院长） - 张建华 专业技术少将（2005年—2014年，空军第一航空学院院长） - 许世宏 专业技术少将（2014年—2017年，空军第一航空学院院长） | 政治委员 - 李庆柳（1951年4月—1954年12月，第八航空学校政治委员） - 张廷桂（1954年—1969年11月，第八航空学校、空军第一航空机务学校政治委员） …… - 付一文（？—？，空军第一航空机务学校政治委员） …… - 霍新堂 空军少将（1990年10月—1994年12月，空军第一航空学院政治委员） - 荆树森 空军少将（1994年12月—1996年12月，空军第一航空学院政治委员） - 刘天增 空军大校（1996年12月—2003年，空军第一航空学院政治委员） - 高金业 空军大校（2003年—2005年，空军第一航空学院政治委员） - 刘国华（2005年—2014年，空军第一航空学院政治委员） - 王晋生（2014年—2017年，空军第一航空学院政治委员） |

### 中国人民解放军空军工程大学航空机务士官学校
| 校长 | 政治委员 |